# Banjar Waru
Banjar Waru is een bestuurslaag in het regentschap Bogor van de provincie West-Java, Indonesië. Banjar Waru telt 8961 inwoners (volkstelling 2010).